# Вербовецкие дубы
Вербовецкие дубы (укр. Вербовецькі дуби) — два вековых дуба, ботанический памятник природы местного значения на Украине. Расположен в пределах Шепетовского района Хмельницкой области. Находится в восточной части села Вербовцы.
Официальная площадь памятника природы составляет 0,2 га. Статус присвоен согласно решению 22 сессии областного совета от 21.03.2002 года № 11. Состоит в ведении Вербовецкого сельского совета. Статус присвоен для сохранения двух вековых дубов.
По некоторым данным, ранее на этом месте росло бо́льшее число деревьев, но основная их часть была уничтожена в годы немецкой оккупации.